# Francisco Ada
Francisco Ada, né le 26 septembre 1934 à Saipan et mort le 2 mars 2010 dans la même ville, est le premier lieutenant-gouverneur des Îles Mariannes du Nord entre le 9 janvier 1978 et le 11 janvier 1982.

## Biographie
Francisco Ada est né le 26 septembre 1934. Il a reçu un baccalauréat en sciences politiques de l'université d'Hawaï à Manoa. 
En 1969, Ada, qui avait 35 ans à l'époque, est devenu l'administrateur de district du Territoire sous tutelle des îles du Pacifique. À l'époque, il s'agissait du bureau le plus élevé dans les îles Mariannes du Nord. 
En tant qu'administrateur, Ada a concentré ses efforts sur le potentiel du transport aérien en tant qu'outil de croissance économique aux îles Mariannes. Il a jeté les bases de l'aéroport international moderne de Saipan en suivant les conseils de la consultante en aéroport de Leigh Fisher et en acceptant les subventions accordées dans le cadre de la National Airport Airways Development Act.
Ada a dirigé la création d'un « comité technique des compagnies aériennes », chargé de promouvoir la coopération entre le gouvernement et le secteur privé afin de promouvoir la création du nouvel aéroport. Au cours de cette période, Ada a créé l’Autorité aéroportuaire des îles Mariannes, qui s’appelle désormais Autorité des ports du Commonwealth.
Ada devint ensuite commissaire résident adjoint des îles Mariannes du Nord en 1976. Il était également délégué du gouvernement du gouvernement des îles du Pacifique auprès du gouvernement des îles du Pacifique auprès de la Commission du Pacifique Sud, administrateur de district adjoint, membre du Congrès municipal de Saipan. et membre de la législature du district des îles Mariannes.